# So Long!
So Long! è il 30° singolo del gruppo di idol giapponesi AKB48, pubblicato nel febbraio 2013.

## Tracce

### Tipo A
1. So Long!
2. Waiting Room (アンダーガールズ) – Under Girls
3. Ruby – Team A
4. So Long! off vocal ver.
5. Waiting Room off vocal ver.
6. Ruby off vocal ver.

DVD
1. So Long Music Video
2. Waiting Room Music Video
3. Ruby Music Video
4. Dai 2 Kai AKB48 Kohaku Taiko Uta Gassen: Soshu Hen

### Tipo K
CD
1. So Long!
2. Waiting Room (アンダーガールズ) – Under Girls
3. Yūhi Marie (夕陽マリー) – Team K
4. So Long! off vocal ver.
5. Waiting Room off vocal ver.
6. Yūhi Marie off vocal ver.

DVD
1. So Long! Music Video
2. Waiting Room Music Video
3. Yūhi Marie Music Video
4. Dai 2 Kai AKB48 Kohaku Taiko Uta Gassen: Akagumi Digest

### Tipo B
CD
1. So Long!
2. Waiting Room (アンダーガールズ) – Under Girls
3. Sokode Inu no Unchi Funjau kane? (nそこで犬のうんち踏んじゃうかね?) – Team B
4. So Long! off vocal ver.
5. Waiting Room off vocal ver.
6. Sokode Inu no Unchi Funjau kane? off vocal ver.

DVD
1. So Long! Music Video
2. Waiting Room Music Video
3. Sokode Inu no Unchi Funjau kane? Music Video
4. Dai 2 Kai AKB48 Kohaku Taiko Uta Gassen: Shirogumi Digest
5. Sugar Rush Music Video